# Anetolo
L'anetolo (o para-metossifenilpropene) è un composto aromatico ampiamente diffuso in natura, negli oli essenziali. Contribuisce al sapore caratteristico dell'aneto (pianta da cui prende il nome), dell'anice e del finocchio. L'anetolo ha numerosi impieghi commerciali in molti settori industriali e un alto rischio di essere impiegato per la produzione di sostanze d'abuso.

## Struttura e caratteristiche
Chimicamente l'anetolo è un etere insaturo aromatico. Possiede due isomeri (cis e trans) rispetto al doppio legame esterno all'anello. L'isomero più abbondante ed utilizzato è il trans (E nella notazione E/Z) il cui nome chimico completo è quindi trans-1-metossi-4-(1-propen) benzene.
L'anetolo è meno solubile in acqua che in etanolo, ciò causa l'effetto ouzo in alcuni liquori al sapore di anice quando diluiti con acqua. È un liquido chiaro ed incolore con punto di ebollizione a 234 °C e punto di fusione a 20 °C, sotto il suo punto di fusione l'anetolo crea cristalli. I cristalli precipitano in soluzioni acquose causando l'"effetto neve" che si verifica in alcuni liquori all'anice quando raffreddati con ghiaccio. Questo effetto è alla base di un brevetto per la purificazione industriale di anetolo da fonti quali l'olio di pino.

## Produzione
Le fonti commerciali di anetolo includono alcuni oli essenziali:
| Olio essenziale | Produzione mondiale                        | trans-anetolo |
| --------------- | ------------------------------------------ | ------------- |
| Anice           | 8 ton (1999)                               | 95%           |
| Anice stellato  | 400 ton (1999), principalmente dalla Cina  | 87%           |
| Finocchio       | 25 ton (1999), principalmente dalla Spagna | 70%           |

## Usi
L'anetolo è un aroma impiegato nell'industria agroalimentare. Possiede un potere dolcificante 13 volte maggiore rispetto al saccarosio ed è percepito in modo favorevole anche ad alte concentrazioni. L'anetolo è inoltre utilizzato nelle bevande alcoliche, in pasticceria e nella stagionatura dei cibi, nei prodotti per l'igiene orale.
L'anetolo, inoltre, è un economico precursore nella sintesi della parametossianfetamina ed è usato nella produzione illegale di questa sostanza stupefacente.  L'anetolo è presente nell'olio essenziale di guaranà, che si ritiene abbia effetti psicoattivi; in ogni caso l'assenza di PMA o altri psicoattivi noti derivati dall'anetolo porta alla conclusione che ogni effetti psicoattivo verificato nel guaranà non sia dovuto alla presenza di anetolo.